# سامانتل
شرکت کیش سل پارس با نام رسمی سامانتل (به انگلیسی: SamanTel) در سال ۱۳۸۵ به عنوان یک شرکت سهامی خاص و با شماره ۶۲۱۰ در اداره کل ثبت شرکت‌های غیردولتی به ثبت رسیده است..
این شرکت با برند سامانتل، اولین اپراتور نسل جدید ارتباطات همراه (MVNO) در ۱۳۹۵ موفق به اخذ اولین پروانه نوع اول ارتباطات همراه (MVNO) با شماره ۱۰۰-۱۰۰-۱۱ و خدمات ثابت (SERVCO)، از سازمان تنظیم مقررات و ارتباطات رادیویی ایران گردیده است.سامانتل نخستین سیم کارت های خود را از سال ۱۳۹۶ به بازار عرضه کرد.از زمان دریافت مجوز تا امروز سال‌های پرتلاشی را گذرانده است و همواره سعی کرده است، محصولات و خدمات نوآور مطابق با آخرین دستاوردهای روز دنیا ارائه دهد.
سامانتل ” اولین اپراتور نسل جدید ارتباطات همراه ” دارای رندترین شماره‌های کشور با پیش شماره دائمی ۰۹۹۹۹ و اعتباری ۰۹۹۹۹ است که ضمن ارائه خدمات ارتباطی پایه و ارزش افزوده بر بستر تلفن همراه، دسترسی به اینترنت پرسرعت 4G و 4.5G، ارائه خدمات اینترنت نسل چهارم ثابت (TD-LTE) و پشتیبانی ۲۴×۷ به تعریف خدمات نوینی می‌پردازد که هر نوع نیاز فردی و سازمانی مشتریان را تامین می‌کند.
در راستای دسترسی آسان مشتریان و خلق تجربه‌ای متفاوت، همکاری با رسانه‌های آنلاین ارائه فیلم، سریال، انیمیشن و کتاب‌های صوتی داشته است. همچنین هرگونه خدمات موردنیاز سازمان‌ها ازجمله، تلفن همراه سازمانی (MVPN)، شبکه امن اختصاصی (APN) و سیم‌کارت سازمانی را نیز ارائه می‌کند.  باید برای دریافت پروانه تجاری، با یکی از شرکت‌های اپراتور تلفن همراه، همکاری داشته باشند که این همکاری با اپراتور رایتل صورت گرفت. در سال ۱۳۹۷ سامانتل با دانشگاه امیرکبیر نیز قرارداد همکاری دارد.
سهام‌داران کیش سل پارس، شرکت پرداخت الکترونیک سامان کیش، بانک سامان و شرکت سرآمد هستند.
در سال ۱۴۰۲ سیم کارت سامانتل بعنوان اپراتور mvno در شبکه TD از ایرانسل بعنوان میزبان و در شبکه FD از رایتل و همراه اول بعنوان شبکه میزبان بهره میبرد .

## پیش شماره سامانتل
پیش شماره اپراتور مجازی سامانتل ۰۹۹۹۹ می باشد.

## روش های خرید شارژ و بسته سامانتل
دسترسی به سرویس های سامانتل خرید شارژ و بسته و کنترل حساب ،شماره گیری کد دستوری#۹*
همچنین مشترکین سامانتل می توانند از طریق کد دستوری #۷۲۴* ،اپلیکیشن  724  و یا از طریق وب سایت ۷۲۴  برای خرید شارژ  و خرید بسته  ، کد دستوری #۵۰۰* ،  شارژ مستقیم سامانتل   ،  خرید بسته‌های سامانتل   ،  خرید بسته‌های ترکیبی سامانتل ،اپلیکیشن سامانتل من و سامانتل من  اپلیکیشن موبایلت بانک سامان و دستگاه های خودپرداز بانک سامان نسبت به خرید شارژ و بسته اقدام کنند.

## پوشش شبکه سامانتل
شبکه سامانتل بر روی شبکه رایتل فعال می باشد.در مناطق خارج از پوشش شبکه رایتل امکان بهره مندی از شبکه همراه اول برای مشترکین سامانتل فراهم شده است.

## تعداد مشترکان فعال سامانتل
اپراتور مجازی سامانتل با فروش ۲۰۰ هزار سیم کارت  تلفن همراه بیش از ۱۲۰ هزار مشترک فعال دارد.